# Gekielde noordhoren
De gekielde noordhoren (Neptunea despecta) is een slakkensoort uit de familie van de Buccinidae. De wetenschappelijke naam van de soort werd, als Murex despectus, in 1758 gepubliceerd door Carl Linnaeus in de tiende editie van Systema naturae. 

## Beschrijving
Het torenvormige slakkenhuis van de gekielde noordhoren heeft een hoge vorm met 6 tot 8 sterk gebogen windingen. De windingen van deze schelp lijken getrapt met stompe knopen die langs hun schouder lopen. Op lagere windingen worden de knooppunten kleiner en vervagen ze, en wordt de schouder ronder. De schelp bereikt, bij volwassen slakken, een lengte tot 16 cm.

## Verspreiding
De gekielde noordhoren komt voor in de arctische Atlantische Oceaan, van Groenland tot Massachusetts.